# عثمان أبو لبن
عثمان أبو لبن (مواليد 15 يناير1973) هو مخرج أفلام فلسطيني قام بإخراج عدد مهم من الأفلام والمسلسلات التلفزيونية.

## حياته الخاصة
ولد في القاهرة عام 1973 لأب فلسطيني وأم مصرية هاجرت أسرته إلى مصر عند احتلال يافا عام 1948 متزوج وله ابن واحد اسمه «خالد» وابن الصغير اسمه علي.

## مشواره المهني
بدأ مسيرته عن طريق تقديم عدد كبير من الفيديو كليبات لبعض النجوم، أشهرها لمصطفى قمر، وبعد جذب الأنظار إليه بدأ الإخراج السينمائي لمجموعة من الأفلام التي تنتمي لصنف «الأكشن» أفاده تجربته في الاغاني المصورة في العمل السينمائي، من حيث التآلف مع الكاميرا. وكان أول إخراج فيديو كليب قام به لهشام عباس في أغنية «عمال يحكى لي عنها»، والأخير هو «مش هاقول على اللى حصل» ل حمادة هلال، وحاز على جائزة النيل الدولية لأحسن إخراج.لكنخ واصل العمل في الجانبين

## أعماله

### فيديو كليبات
- هشام عباس
- أصالة نصري
- رانيا الكردي
- أيمن الهوني
- جمال ياسين
- هويدا يوسف
- كارول سماحة
- عمار حسن (مغني)
- أمنية سليمان
- حسام حاج
- أحمد فوزي
- عامر منيب
- سميرة سعيد
- حمادة هلال
- شيرين عبد الوهاب
- ديانا كرزون
- شيماء سعيد
- إيهاب توفيق
- مروان موسي

### الأفلام
- 2005: فتح عينيك
- 2005: أحلام عمرنا
- 2007: عمليات خاصة
- 2011: المركب
- 2017: بترا: بوابة الزمن
- 2019: قصة حب
- 2020: توأم روحي
- 2021: الكاهن
- 2024: بضع ساعات في يوم ما

### المسلسلات
- 2011: المواطن إكس
- 2012: فيرتيجو
- 2014: صديق العمر
- 2015: مولانا العاشق